# More Delights
More Delights – album muzyczny duetu amerykańskich pianistów jazzowych Tommy’ego Flanagana i Hanka Jonesa nagrany 28 stycznia 1978 w Fantasy Studios w Berkeley (Kalifornia). LP został wydany w 1984 przez wytwórnię Galaxy Records.
Sześć (z ośmiu) nagrań tego albumu to inne wersje tych samych utworów, które zostały wydane na płycie noszącej tytuł Our Delights (wszystkie nagrania pochodzą z tej samej sesji). We wszystkich utworach na fortepianie słyszanym z lewej strony grał Hank Jones, z prawej - Tommy Flanagan.

## Muzycy
- Tommy Flanagan – fortepian
- Hank Jones – fortepian

## Lista utworów
Strona A
| 1. | "Robbins' Nest" (alternate take) (Illinois Jacquet, sir Charles Thompson) | 7:28  |
|    |                                                                           |       |
| 2. | "'Round Midnight" (Thelonious Monk, Cootie Williams)                      | 5:46  |
|    |                                                                           |       |
| 3. | "Lady Bird" (alternate take) (Tadd Dameron)                               | 3:55  |
|    |                                                                           |       |
| 4. | "Jordu" (alternate take) (Duke Jordan)                                    | 3:57  |
|    |                                                                           |       |
|    |                                                                           | 21:06 |
|    |                                                                           |       |
Strona B
| 5. | "Our Delight" (alternate take) (Tadd Dameron)                          | 4:03  |
|    |                                                                        |       |
| 6. | "A Child Is Born" (alternate take) (Thad Jones)                        | 4:03  |
|    |                                                                        |       |
| 7. | "Autumn Leaves" (alternate take) (J. Kosma, Johnny Mercer, J. Prévert) | 5:44  |
|    |                                                                        |       |
| 8. | "If You Could See Me Now" (Tadd Dameron)                               | 5:36  |
|    |                                                                        |       |
|    |                                                                        | 19:26 |
|    |                                                                        |       |

## Informacje uzupełniające
- Produkcja – Ed Michel
- Asystent inżyniera – Michael Gore, Brent Reynolds